# Melhoramentos
O Conglomerado Melhoramentos (B3: MSPA3, MSPA4) é um grupo (conglomerado comercial) que contém as seguintes empresas:
- Melhoramentos (editora)
- Melhoramentos (livraria)
- Melhoramentos Florestal S/A (destinada a plantar/replantar o que é consumido na fabricação dos papéis)